# Parallelia postica
Parallelia postica là một loài bướm đêm trong họ Erebidae.